# HK21
Das HK21 ist ein Universal-Maschinengewehr (MG) des deutschen Herstellers Heckler & Koch. Es wird bei deutschen Behörden als G8 bezeichnet. Mit der gleichen Bezeichnung war das MG auch bei der Bundeswehr im Einsatz.

## Technik
Das HK21 wurde ab 1961 durch Heckler & Koch gebaut. In Abständen von jeweils etwas mehr als zehn Jahren folgten die Varianten A1 (1974) und E.
Die Flexibilität des Waffensystems rund um das G3 wurde mit dem HK21 weiter ausgebaut. Die Waffen wurden in den Kalibern 7,62 × 51 mm NATO, 5,56 × 45 mm NATO und 7,62 × 39 mm (M43) angeboten und waren leicht von einem auf das andere Kaliber umrüstbar.
Heckler & Koch bot verschiedene Läufe an. Die Munition konnte aus Magazinen mit 20, 30 und 50 Patronen, einem Trommelmagazin mit 80 Patronen oder durch Gurte (50 und 100 Patronen) zugeführt werden. Bei einer theoretischen Feuergeschwindigkeit von 800 bis 900 Schuss/min sind in der Praxis 200 Schuss/min realisierbar.
Ab der Variante A1 besitzt das Maschinengewehr einen abgestuften Kolben, um sie besser greifen und kontrollieren zu können. Der Lauf verfügte ab dieser Version über ein Polygonalprofil und es war möglich, ein Zielfernrohr an der Waffe zu befestigen. Die für Schweden produzierten Waffen hatten eine andere Munitionszuführung.
Die Waffe kann auch in der Bewegung eingesetzt werden. Hierbei halfen ein am vorderen Handschutz befestigter Griff und der Schießriemen. Für den Einsatz in festen Stellungen gibt es mehrere Dreibeine im Angebot des Herstellers. Weiteres Zubehör besteht aus einem Fliegerabwehrvisier, einem Nachtsichtgerät und einem Winkelzielfernrohr für den Kampf aus der Deckung.
Die Version E ist länger und schwerer als die anderen beiden Modelle. Hierdurch wurde die Mobilität eingeschränkt, der Hersteller gibt aber als Vorteile eine robustere Bauweise und einen geringeren Rückstoß an. Zusätzlich ist es bei dieser Version möglich, 3-Schuss-Feuerstöße abzugeben, zudem fällt der Laufwechsel leichter. Die theoretische Feuergeschwindigkeit wurde auf 800 Schuss/min gesenkt.

## Nutzerstaaten
Griechenland und Portugal besaßen Produktionslizenzen.
Die deutsche Bundespolizei (ehemals Bundesgrenzschutz) benutzt das HK21 ohne Schulterstütze als Turmwaffe auf dem Sonderwagen 4 unter der Bezeichnung „Gewehr G8“. Zur Munitionszufuhr werden dabei meist 20-Schuss-Stangen- oder 50-Schuss-Trommelmagazine verwendet. Munitionsgurte dürfen nur auf Weisung des Bundesministeriums des Innern verwendet werden. Mit Schulterstütze wird das G8 bei der GSG 9 und den normalen Verbänden der Bundespolizei verwendet.
Bei der Bundeswehr kam es beim Kommando Spezialkräfte und bei den SEK (M) zur Verwendung, wurde mittlerweile (Stand: März 2025) jedoch außer Dienst gestellt bzw. ersetzt.

## Galerie

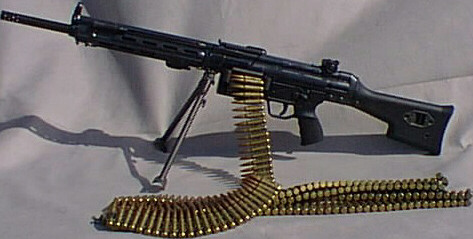
lMG HK 21
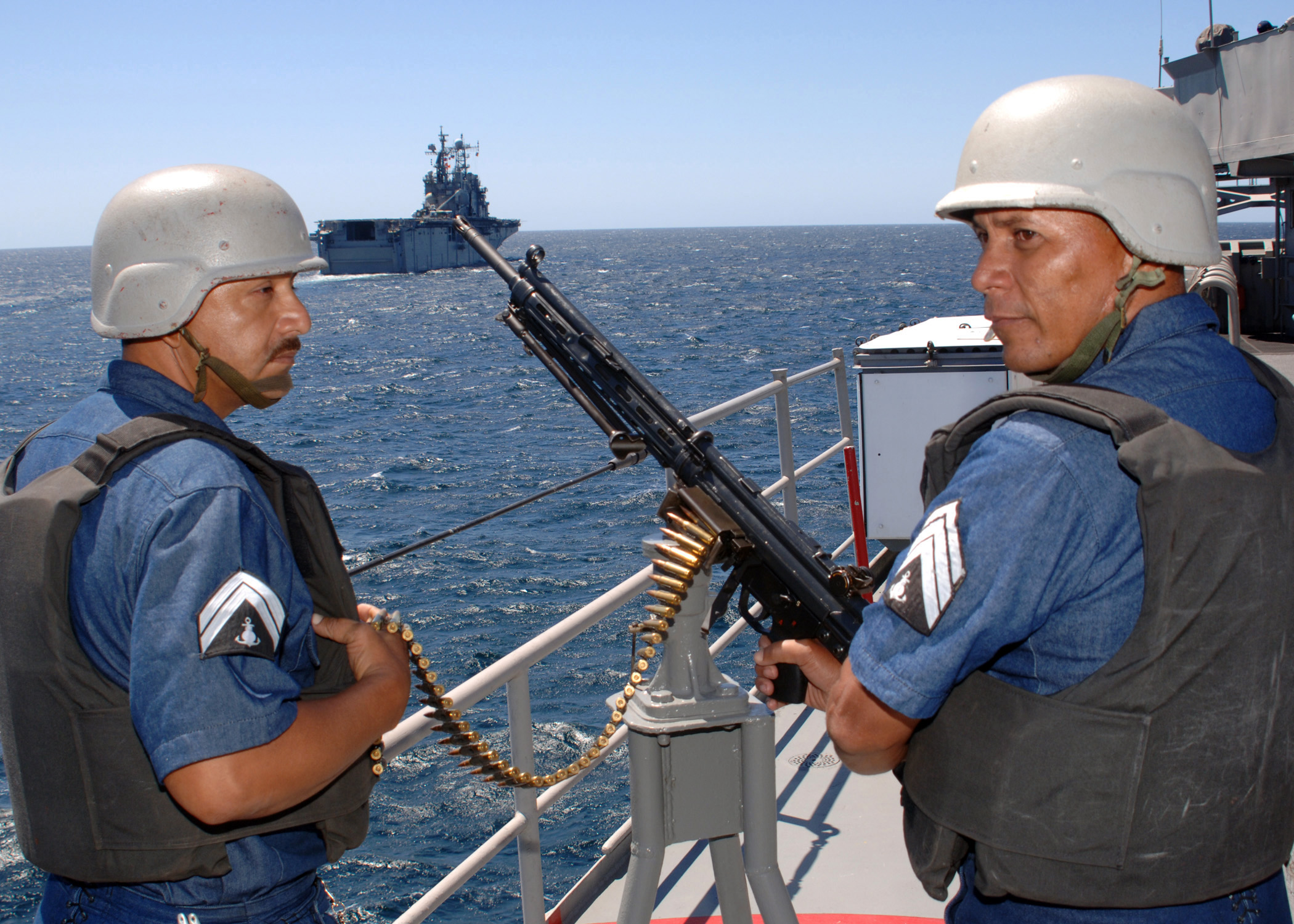
Aufmunitioniertes (gegurtetes) lMG HK21 im Einsatz bei der mexikanischen Marine
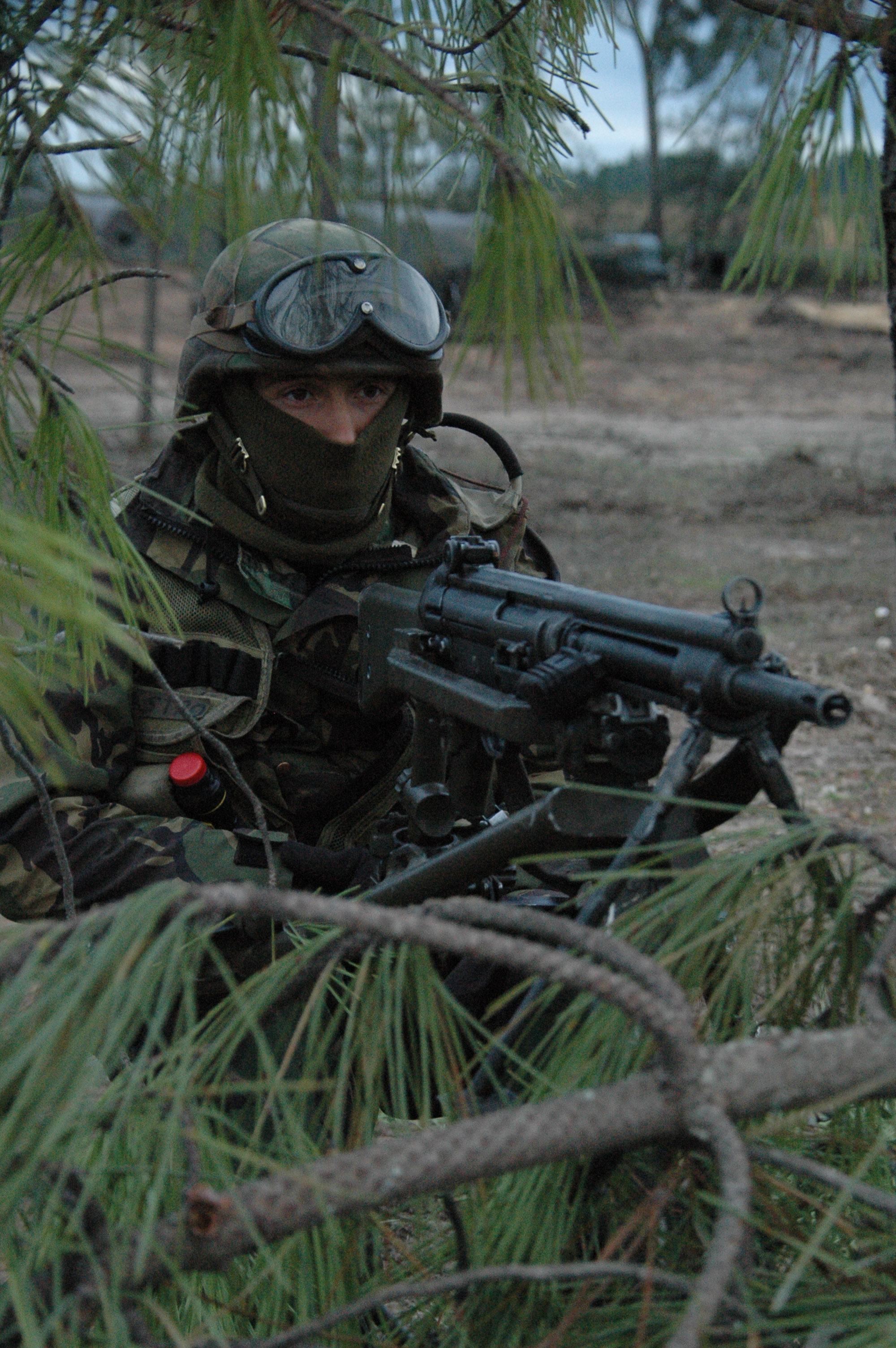
lMG HK21 auf Dreibein
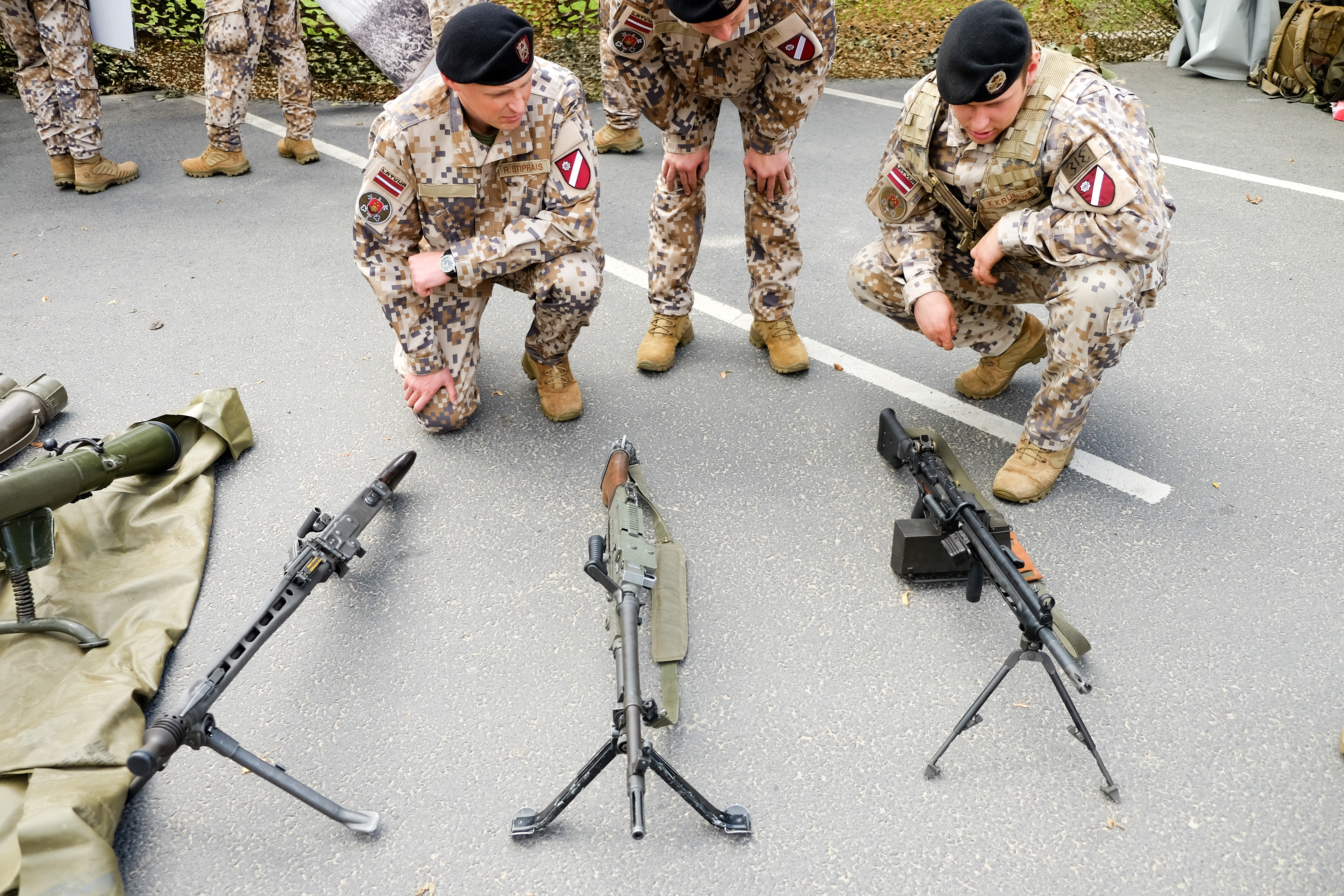
Lettische Soldaten mit (von links nach rechts) MG42, FN MAG und HK21